# Ганс-Георг Шульце
Ганс-Георг Губертус «Тхір» Шульце (нім. Hans-Georg Hubertus „Frettchen“ Schulze; 11 вересня 1917, Берлін — 27 липня 1941, Чапаєвка, УРСР) — німецький офіцер, оберштурмфюрер СС.

## Біографія
Молодший син прусського офіцера. Тривалий час був членом Гітлер'югенду, після чого перейшов у СС (посвідчення №270 844). В 1937-38 роках навчався в юнкерському училищі СС у Бад-Тельці, після чого служив у лейбштандарті. У вересні 1939 року за рекомендацією Йозефа Дітріха був переведений в загін супроводу фюрера і призначений ад'ютантом Адольфа Гітлера. Восени 1941 року повернувся в лейбштандарт, щоб набратись бойового досвіду, як командир 1-ї роти 1-го штурмбанну. Учасник Німецько-радянської війни. Загинув у бою від вибуху гранати, перебуваючи менше ніж за 100 метрів від свого брата Ріхарда, командира 2-ї роти. Поранений Ріхард був присутній на похороні брата. Згодом Шульце перепоховали в Білій Церкві на німецькому військовому цвинтарі біля церкви Святого Йоанна Хрестителя. Місце поховання невідоме, оскільки цвинтар був знищений радянськими військами.

## Спадок
Гітлер високо цінував Шульце і був засмучений його смертю. Він викликав у свою штаб-квартиру Ріхарда Шульце, особисто висловив йому співчуття і запропонував посаду ад'ютанта, щоб вивести його з бою і тим самим забезпечити продовження роду.

## Нагороди
- Німецька імперська відзнака за фізичну підготовку в бронзі
- Золотий почесний знак Гітлер'югенду
- Почесна шпага рейхсфюрера СС
- Залізний хрест 2-го і 1-го класу
  - Хрест 1-го класу вручений Йозефом Дітріхом.
- Почесний кут старих бійців
- Нагрудний знак «За поранення» в золоті (посмертно)